# La ballata di Fantozzi/L'impiegatango
La ballata di Fantozzi è il primo singolo dell'attore italiano Paolo Villaggio, pubblicato nel 1975.

## Descrizione
La ballata di Fantozzi è il tema principale del film Fantozzi, distribuito nel 1975. Il titolo internazionale per le edizioni doppiate del film è White Collar Blues (Blues dei colletti bianchi). Il tema è stato poi riproposto nel sequel Il secondo tragico Fantozzi (1976) e viene brevemente citato in Fantozzi 2000 - La clonazione, la cui colonna sonora fu composta da Frizzi.

## Tracce
1. La ballata di Fantozzi – 3:30 (Leo Benvenuti, Piero De Bernardi, Paolo Villaggio e Fabio Frizzi)
2. L'impiegatango – 3:05 (Leo Benvenuti, Franco Bixio, Piero De Bernardi, Vince Tempera e Fabio Frizzi)

Durata totale: 6:35